# Port de Xiamen
Le port de Xiamen est situé à Xiamen, dans la province du Fujian, en République populaire de Chine. Il a un trafic de 34 millions de tonnes de marchandises avec 2,33 millions EVP en 2003.